# Одноденник сидячий
Одноденник сидячий (Ephemerum recurvifolium) — вид мохів порядку потіальних (Pottiales).
Таксон вважається синонімом до Ephemerum crassinervium subsp. sessile (Bruch) Holyoak.

## Поширення
Батьківщиною є Європа.